# پنجاه و دومین دوره جوایز بفتا
پنجاه و دومین دورهٔ جوایز بفتا در سال ۱۹۹۹ در لندن بریتانیا برگزار شد که شکسپیر عاشق برنده بهترین فیلم سال شد . در این دوره  جفری راش برای دو فیلم الیزابت و شکسپیر عاشق کاندیدای دریافت بهترین بازیگر مکمل مرد شد که توانست برای فیلم الیزابت برنده بفتا شود . جودی دنچ برای دومین سال متوالی برنده جایزه بهترین بازیگر نقش اول زن بفتا شد. روبرتو بنینی برنده بهترین بازیگر نقش اول مرد شد وی  یکی از دو کارگردانی‌است که برای کارگردانی خودش اسکار بازیگری را در یافت کرده‌است، دیگری لارنس الیویه است.

## نامزدی‌ها و جوایز
| بهترین فیلم | بهترین کارگردانی |
| --- | --- |

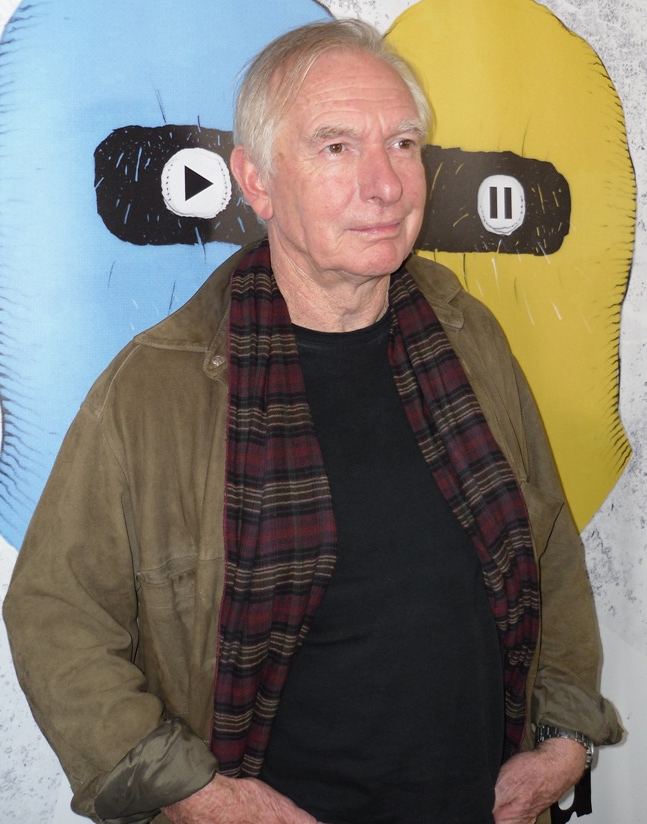
پیتر ویر، برنده بهترین کارگردانی

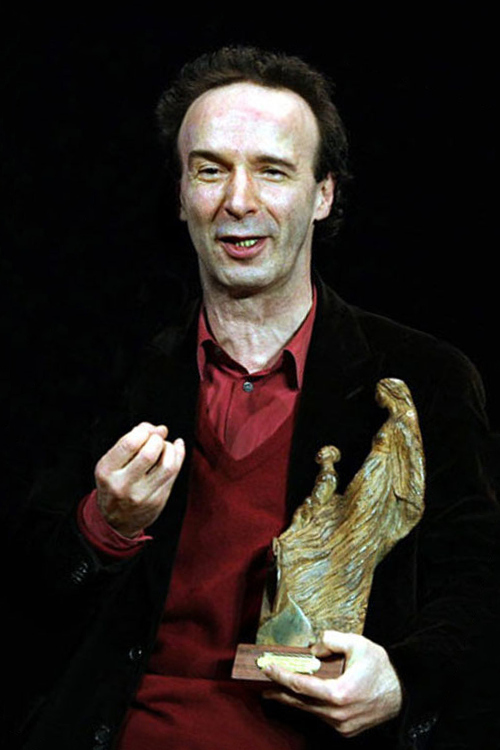
روبرتو بنینی، برنده بهترین بازیگر نقش اول مرد

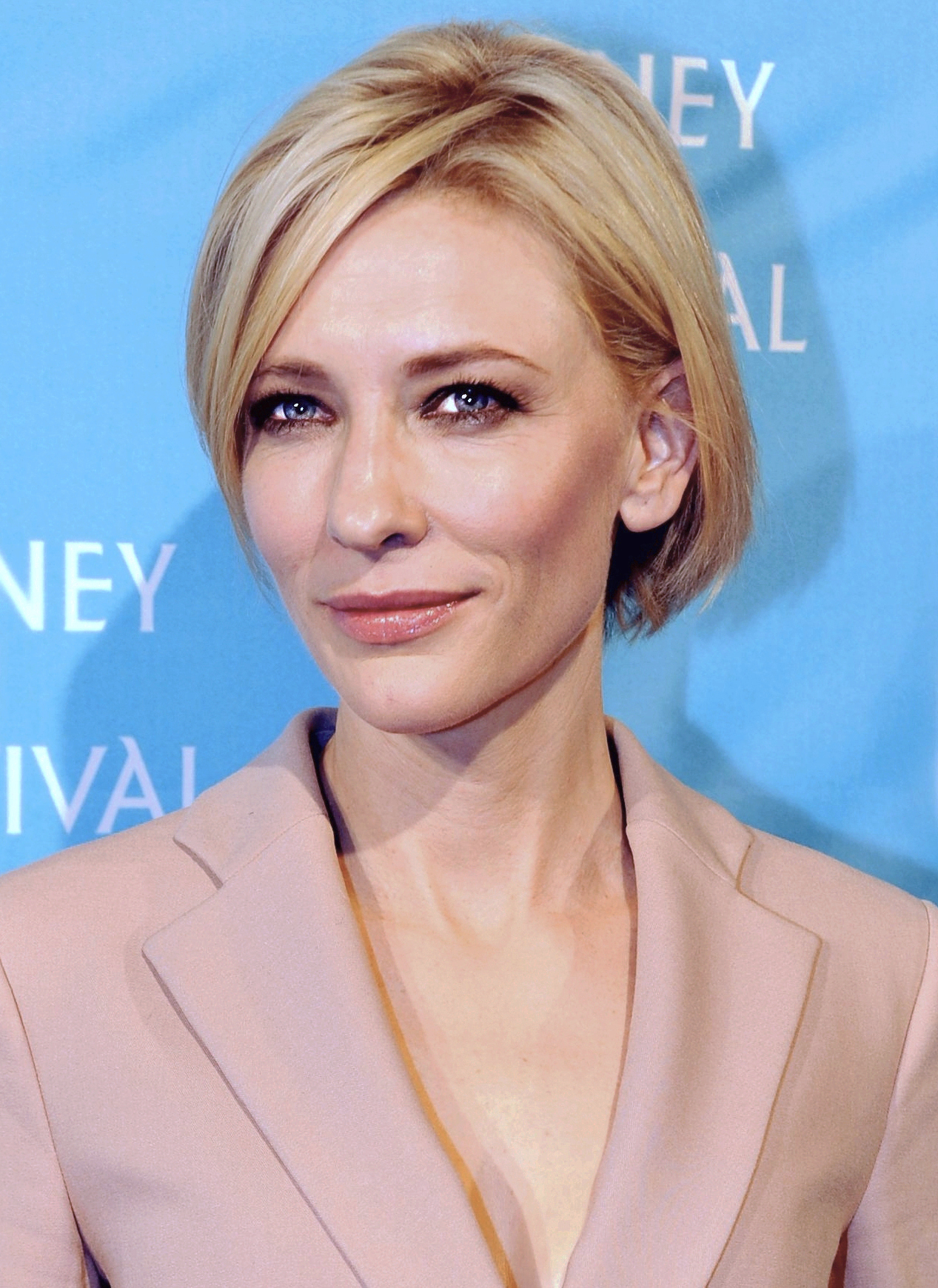
کیت بلانشت، برنده بهترین بازیگر نقش اول زن

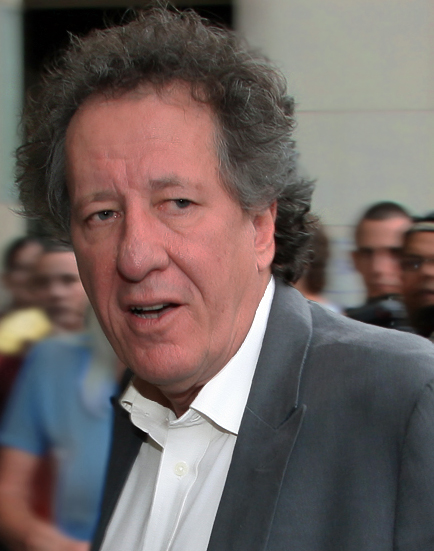
جفری راش، برنده بهترین بازیگر نقش مکمل مرد

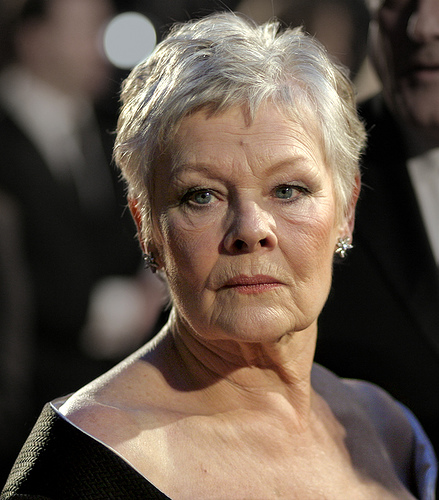
جودی دنچ، برنده بهترین بازیگر نقش مکمل زن

| شکسپیر عاشق - الیزابت - نجات سرباز رایان - نمایش ترومن                                                                                     | پیتر ویر برای کارگردانی فیلم نمایش ترومن - شکهار کاپور برای کارگردانی فیلم الیزابت - استیون اسپیلبرگ برای کارگردانی فیلم نجات سرباز رایان - جان مدن برای کارگردانی فیلم شکسپیر عاشق |
| بهترین بازیگر نقش اول مرد | بهترین بازیگر نقش اول زن |
| روبرتو بنینی برای فیلم زندگی زیباست - مایکل کین برای فیلم لیتل ویس - تام هنکس برای فیلم نجات سرباز رایان - جوزف فینز برای فیلم شکسپیر عاشق | کیت بلانشت برای فیلم الیزابت - امیلی واتسون برای فیلم هیلاری و جکی - جین هرکس برای فیلم لیتل ویس - گوئینت پالترو برای فیلم شکسپیر عاشق                                              |
| بهترین بازیگر نقش مکمل مرد | بهترین بازیگر نقش مکمل زن |
| جفری راش برای فیلم الیزابت - جفری راش برای فیلم شکسپیر عاشق - تام ویلکینسون برای فیلم شکسپیر عاشق - اد هریس برای فیلم نمایش ترومن          | جودی دنچ برای فیلم شکسپیر عاشق - لین ردگریو برای فیلم خدایان و هیولاها - برندا بلتین برای فیلم لیتل ویس - کتی بیتس برای فیلم رنگ‌های اصلی                                            |
| فیلم‌نامه اوریجینال | فیلم‌نامه اقتباسی |
| نمایش ترومن - اندرو نیکول - زندگی زیباست - روبرتو بنینی - شکسپیر عاشق - مارک نورمن, تام استاپارد - الیزابت - Michael Hirst                 | رنگ‌های اصلی - الین می - هیلاری و جکی - فرانک کوترل بویس - لیتل ویس - سگ را بجنبان دیوید مامیت                                                                                       |
| بهترین فیلمبرداری | طراحی لباس |
| الیزابت - شکسپیر عاشق - نمایش ترومن - نجات سرباز رایان                                                                                     | Velvet Goldmine - الیزابت - شکسپیر عاشق - نقاب زورو |
| بهترین تدوین فیلم | بهترین گریم و آرایش مو |
| شکسپیر عاشق - نجات سرباز رایان - الیزابت - قفل، انبار و دو بشکه باروت                                                                      | الیزابت - نجات سرباز رایان - شکسپیر عاشق - Velvet Goldmine |
| بهترین طراحی تولید | بهترین صدا |
| نمایش ترومن - نجات سرباز رایان - الیزابت - شکسپیر عاشق                                                                                     | نجات سرباز رایان - هیلاری و جکی - شکسپیر عاشق - لیتل ویس |
| بهترین جلوه‌های ویژه تصویری | |
| نجات سرباز رایان - Babe: Pig in the City - نمایش ترومن - مورچه‌ای به نام زی                                                                 | |